# Gigi Simeoni
Luigi (Gigi) Simeoni, che si firma con lo pseudonimo Sime (Brescia, 4 settembre 1967), è un fumettista italiano.

## Biografia
Inizia a lavorare nel settore pubblicitario per poi passare al fumetto creando i personaggi grotteschi di "Zompi", "Dr Jekill & Mrs Hyde", "il Lupo Mannaggia" per la Acme/Macchia Nera e successivamente collaborando con Bonvi sulle pagine di Nick Carter pubblicando il personaggio umoristico di "Mac Murphy". Contemporaneamente si dedica al fumetto realistico: all'inizio degli anni '90 pubblica su Lazarus Ledd delle Edizioni Star Comics e su Intrepido dell'editrice Universo. In seguito, insieme con altri autori bresciani, crea la serie horror-poliziesca Full Moon Project, che anticipa di qualche anno l'idea centrale della serie TV X-Files, e la serie cyberpunk Hammer, anch'essa in qualche modo anticipatrice di ciò che si vedrà solo anni dopo nel primo film della saga di Matrix.
Nel 1995 approda alla Sergio Bonelli Editore, dapprima come disegnatore e infine come autore completo, per Nathan Never e altre testate. Dal 2002 si occupa stabilmente sia dei testi che dei disegni di albi avventurosi per le serie mensili e lunghi romanzi grafici, pubblicati nelle collane Romanzi a Fumetti Bonelli e Le storie. Dal 2013 è collaboratore fisso per Dylan Dog in qualità di sceneggiatore e autore completo. Organizza e dirige eventi, incontri pubblici e corsi di fumetto e scrittura creativa per aspiranti professionisti, dilettanti e allievi alle prime armi. Dal 2018 collabora con la Scuola Internazionale Comics di Brescia. Nel novembre 2020 pubblica il primo romanzo in prosa, "I lupi di Hitler" (Newton Compton Editori), da cui è tratto il graphic novel La corsa del Lupo (Sergio Bonelli Editore, 2019). Nel marzo 2023 Newton Compton Editori pubblica "I delitti del fante di cuori", trasposizione in prosa del graphic novel "Gli occhi e il buio" (Sergio Bonelli Editore, 2007/2019).

## Opere

### Fumetti
ACME/Macchia Nera
- 1990: Zio Tibia, la clinica dell'orrore “Dott. Jeckill e Miss. Hyde” (serie di quattro storie brevi);
- 1991: Cattivik “Zompi” (serie di cinque storie brevi).
- 1992: Cattivik “Il Lupo Mannaggia” (episodio unico).

Edizioni Eden/Center TV
- 1991: Full Moon Project “Nel Nero” (n. 4, scritta in coll. con M. Febbrari);
- 1991: Full Moon Project “La razza della notte” ( n. 7, scritta in coll. con D. Longoni e M. Febbrari);

Editrice Universo
- 1992: Intrepido “La scommessa” (n. 4, testi di S. Santarelli), Casa Editrice Universo;
- 1993: Intrepido “Solo per amore”(n. 10, testi di C.Gozzo), Casa Editrice Universo.

Sistemi Caotici Editore
- 1992: Futuro Zero n.  1, “Shining, una splendida festa di botte”;
- 1992: Futuro Zero n. 2, “Terminator 1+1”;
- 1992: Futuro Zero n. 3, “Gli Improbabili” (nº3).

Gene Vincent Editore
- 1993: Nick Carter (fumetto) “Mac Murphy”.

Star Comics
- 1993: Lazarus Ledd: “Subway” (albo n. 15, testi di Ade Capone);
- 1995: Hammer: “La montagna che canta” (n. 4);
- 1995: Hammer: “Miraggio Coraggio” (n. 7, disegni di A. Rossi).

Intermedia Editore
- 1998: “Virus Fighters – Operazione Prevention” (pubblicazione speciale per la Giornata Mondiale contro l'Aids).

Cronaca di Topolinia
- 2001: Hammer: “Gattordici” (albo collettivo speciale a tiratura limitata).

Sergio Bonelli Editore
'Nathan Never'
- 1996: “L'isola nel cielo”, n. 64, testi di S. Vietti;
- 1997: “La lunga notte”, n. 86, testi di S. Vietti;
- 2002: “Codice Zero”, n. 138, anche testi in coll. con S. Vietti, ma non accreditato;
- 2003: “Il dolore della memoria”, n. 145, testi di S. Piani;
- 2005: “L'Enigmista”, n. 169, testi di B. Vigna;
- 2009: “La bambina scomparsa”, n. 216;
- 2009: “La fabbrica dei sogni”, n. 217.

'Nathan Never Speciale'
- 1996: “Gli oceani del cyberspazio” ("Sigmund" n. 1, allegato a "Nathan Never Speciale" n. 6, testi di C. Fattori);
- 1999: “Il minotauro” ("Sigmund" n. 2, allegato a "Nathan Never Speciale" n. 9, testi di A. Ostini).

'Nathan Never Gigante'
- 1997: “Un nuovo futuro”, n. 3, in collaborazione con G. Olivares. Testi di A. Serra.

'Agenzia Alfa'
- 2004: “Mendoza – incidente mortale”, n. 12, testi di S. Piani;
- 2005: “Piccoli detective”, n. 13, testi di S. Piani;
- 2007: “Missione in Eurasia”, n. 15, (solo le prime 66 tavole).

'Almanacco della fantascienza'
- 2004: “Sangue innocente”, testi di S. Piani.

'Nathan Never Maxi'
- 2004: “La vendetta di Cotton”, n. 1, testi di S. Piani;
- 2013: "Post Mortem", n. 9.

Brendon
- 2000: “Il soffio dell'Aldilà”, n. 18, Testi di C. Chiaverotti.

Gregory Hunter Maxi
- 2002: “La terra delle lunghe ombre" / "Il nido del Crotalo”.

Romanzi a fumetti Bonelli
- 2007: “Gli Occhi & Il Buio”, n. 2;[6] (ripubblicato con modifiche nel 2014 da BD Italia e nel 2019 da Sergio Bonelli Editore);
- 2011: “Stria”, n. 5.[7][8] (ripubblicato con modifiche nel 2022 da Sergio Bonelli Editore).

Volto Nascosto
- 2008: “La medaglia d'oro”, n. 13, Testi di G. Manfredi.

Dylan Dog
- 2014: "Anarchia nel Regno Unito", n. 339, disegni di G. Casertano;
- 2015: "Nel fumo della battaglia", n. 343;
- 2015: "Il sapore dell'acqua", n. 344, disegni di G. Pontrelli;
- 2016: "Miseria e crudeltà", n. 354, disegni di E. Tanzillo;
- 2017: "Il passo dell'angelo", n. 368;
- 2018: "Dormire, forse sognare", n. 378, disegni di G. Freghieri;
- 2018: "Il tango delle anime perse", n. 379, disegni di B. Brindisi;
- 2018: "La macchina che non voleva morire", n. 384, disegni di S. Gerasi;
- 2020: "Scrutando nell'abisso", n. 408, disegni di M. Soldi;
- 2022: "La vita e il suo contrario", n. 427;
- 2022: "Gli infernauti", n. 434;
- 2024: "Un tranquillo venerdì di paura", n. 452, disegni di B. Brindisi.

Dylan Dog Color Fest
- 2011: "Passaggio per l'Inferno", n. 7, testi di F. Accatino;
- 2015: "Il respiro del diavolo", n. 15, disegni di W. Dell'Edera;
- 2020: "Delitti e castighi", n. 33, disegni di D. Furnò.

Dylan Dog Talks
- 2019: "L'intervista", testi di M. Nucci.

MAXI Dylan Dog - Old Boy
- 2018: "Horror Express", Maxi Dylan Dog Old Boy n. 33 , disegni di Montanari & Grassani;
- 2018: "Musica per corpi freddi", Maxi Dylan Dog Old Boy n. 34, disegni di A.Giordano;
- 2020: "L'isola del male", Dylan Dog Oldboy n. 3;
- 2021: "Lei abita ancora qui", Dylan Dog Oldboy n. 9;
- 2023: "Horror education", Dylan Dog Oldboy n. 22;
- 2024: "Quel che resta di Barry", Dylan Dog Oldboy n. 27.

Le storie
- 2013: "Amore Nero", n. 8;
- 2014: "Oxid Age", n. 17;
- 2016: "Xamu", n. 44, disegni di A. Giordano;
- 2017: "Dollari d'argento", n. 52, disegni di G. Baiguera;
- 2019: "La corsa del Lupo[9] - Parte 1° - Tre Pietre Nere", n. 76 (ripubblicato in unico volume nel 2024 da Sergio Bonelli Editore);
- 2019: "La corsa del Lupo - Parte 2° - Nel nido del ragno", n. 77 (ripubblicato in unico volume nel 2024 da Sergio Bonelli Editore);
- 2019: "La corsa del Lupo - Parte 3° - L'ultimo miglio", n. 78 (ripubblicato in unico volume nel 2024 da Sergio Bonelli Editore);
- 2020: "Il calzolaio del re", n. 99, disegni di A. Orlandi.

Tex Willer
- 2015: Color Tex n° 8, "La banda Hogan"[10]

### Romanzi in prosa
- 2021: "I lupi di Hitler",[11] Newton Compton Editori;
- 2023: "I delitti del Fante di Cuori",[12] Newton Compton Editori.

## Premi e riconoscimenti
- 1996: Premio Fumo di China come Miglior Autore Realistico;
- 1996: Premio ANAFI (insieme con lo staff di “Hammer”) per la Migliore Testata Avventurosa;
- 2008: Premio Comicus Miglior Graphic Novel Italiana per “Gli occhi e il buio”;
- 2008: Premio Ayaaak Miglior Sceneggiatore per “Gli occhi e il buio”;
- 2008: Premio Ayaaak Migliore Storia per “Gli occhi e il buio”;
- 2008: Premio ANAFI come Migliore Autore Completo per “Gli occhi e il buio”;
- 2011: Premio Comicus Miglior Graphic Novel Italiana per “Stria”;
- 2018: Premio Grouchino D’Oro per il lavoro svolto sulla testata “Dylan Dog”;
- 2020: Premio ANAFI come Migliore Autore Completo per “La corsa del Lupo”;
- 2022: Premio Accademia Res Aulica di Bologna "Scrittori con gusto" per  "I lupi di Hitler", Migliore Romanzo.